# Sarati il terribile (film 1923)
Sarati il terribile è un film muto francese del 1923 diretto da René Hervil e da Louis Mercanton. Nel 1937, ne è stato tratto un omonimo remake.